# Villers-le-Château
Pour les articles homonymes, voir Villers.
Villers-le-Château est une commune française, située dans le département de la Marne en région Grand Est.

## Géographie
| Matougues    | Saint-Gibrien      | Fagnières  |
| Saint-Pierre | Villers-le-Château | Compertrix |
| Thibie       | Cheniers           |            |

### Hydrographie
La commune est dans la région hydrographique « la Seine de sa source au confluent de l'Oise (exclu) » au sein du bassin Seine-Normandie. Elle est drainée par le Pisseleu et divers autres petits cours d'eau,.

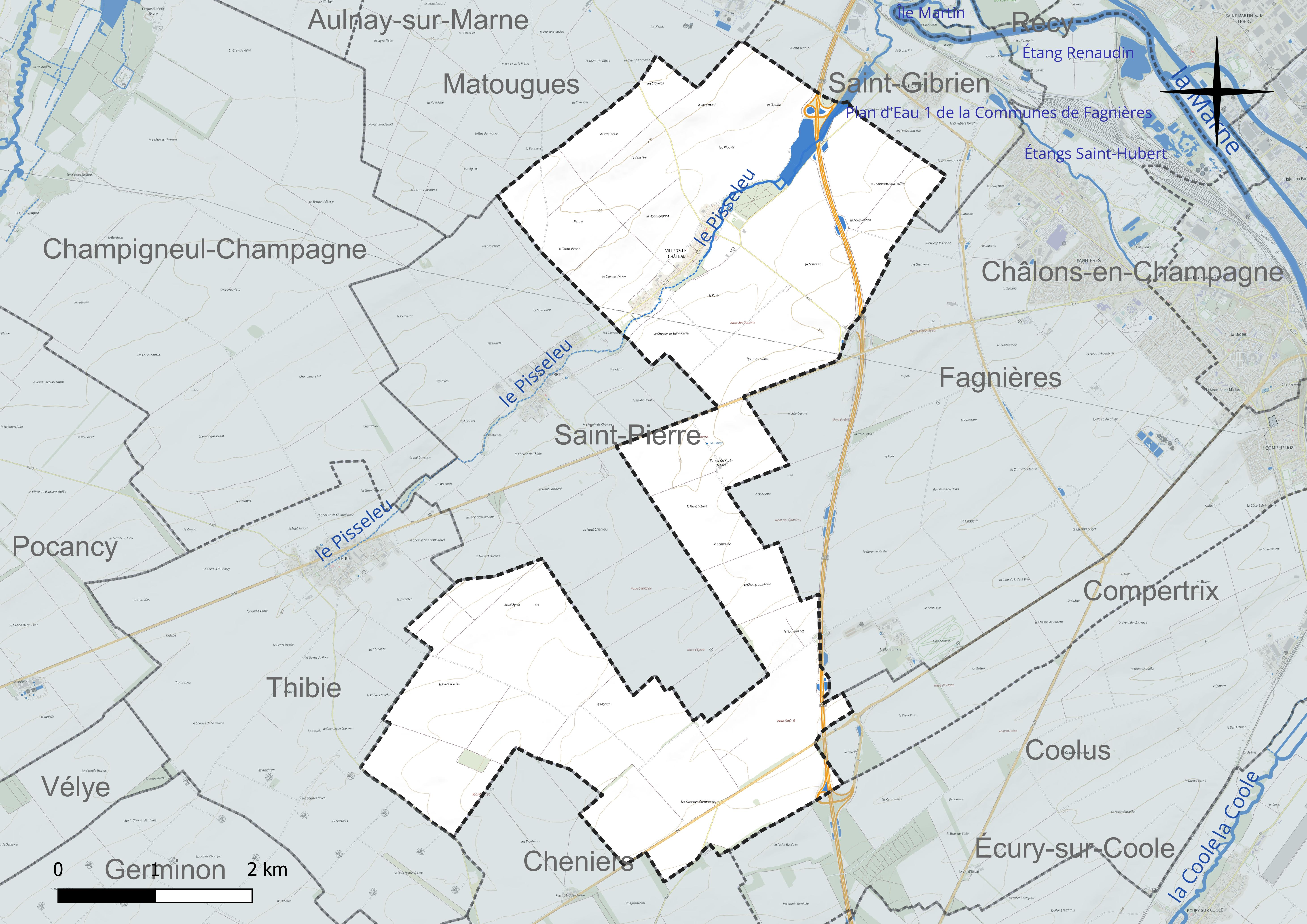
Réseau hydrographique de Villers-le-Château.

### Climat
Pour des articles plus généraux, voir Climat du Grand Est et Climat de la Marne.
En 2010, le climat de la commune est de type climat océanique dégradé des plaines du Centre et du Nord, selon une étude du Centre national de la recherche scientifique s'appuyant sur une série de données couvrant la période 1971-2000. En 2020, Météo-France publie une typologie des climats de la France métropolitaine dans laquelle la commune est exposée à un climat océanique altéré et est dans la région climatique  Nord-est du bassin Parisien, caractérisée par un ensoleillement médiocre, une pluviométrie moyenne régulièrement répartie au cours de l’année et un hiver froid (3 °C). 
Pour la période 1971-2000, la température annuelle moyenne est de 10,4 °C, avec une amplitude thermique annuelle de 15,9 °C. Le cumul annuel moyen de précipitations est de 680 mm, avec 10,8 jours de précipitations en janvier et 8,2 jours en juillet. Pour la période 1991-2020, la température moyenne annuelle observée sur la station météorologique de Météo-France la plus proche, « Fagnières-Inra », sur la commune de Fagnières à 4 km à vol d'oiseau, est de 11,2 °C et le cumul annuel moyen de précipitations est de 632,3 mm. 
La température maximale relevée sur cette station est de 41,8 °C, atteinte le 25 juillet 2019 ; la température minimale est de −21 °C, atteinte le 6 janvier 1985,,. 
Les paramètres climatiques de la commune ont été estimés pour le milieu du siècle (2041-2070) selon différents scénarios d'émission de gaz à effet de serre à partir des nouvelles projections climatiques de référence DRIAS-2020. Ils sont consultables sur un site dédié publié par Météo-France en novembre 2022.

## Urbanisme

### Typologie
Au 1er janvier 2024, Villers-le-Château est catégorisée commune rurale à habitat dispersé, selon la nouvelle grille communale de densité à sept niveaux définie par l'Insee en 2022.
Elle est située hors unité urbaine. Par ailleurs la commune fait partie de l'aire d'attraction de Châlons-en-Champagne, dont elle est une commune de la couronne,. Cette aire, qui regroupe 97 communes, est catégorisée dans les aires de 50 000 à moins de 200 000 habitants,.

### Occupation des sols
L'occupation des sols de la commune, telle qu'elle ressort de la base de données européenne d’occupation biophysique des sols Corine Land Cover (CLC), est marquée par l'importance des territoires agricoles (97,4 % en 2018), en augmentation par rapport à 1990 (95,8 %). La répartition détaillée en 2018 est la suivante : 
terres arables (97,4 %), zones urbanisées (1,3 %), forêts (1,3 %). L'évolution de l’occupation des sols de la commune et de ses infrastructures peut être observée sur les différentes représentations cartographiques du territoire : la carte de Cassini (XVIIIe siècle), la carte d'état-major (1820-1866) et les cartes ou photos aériennes de l'IGN pour la période actuelle (1950 à aujourd'hui).

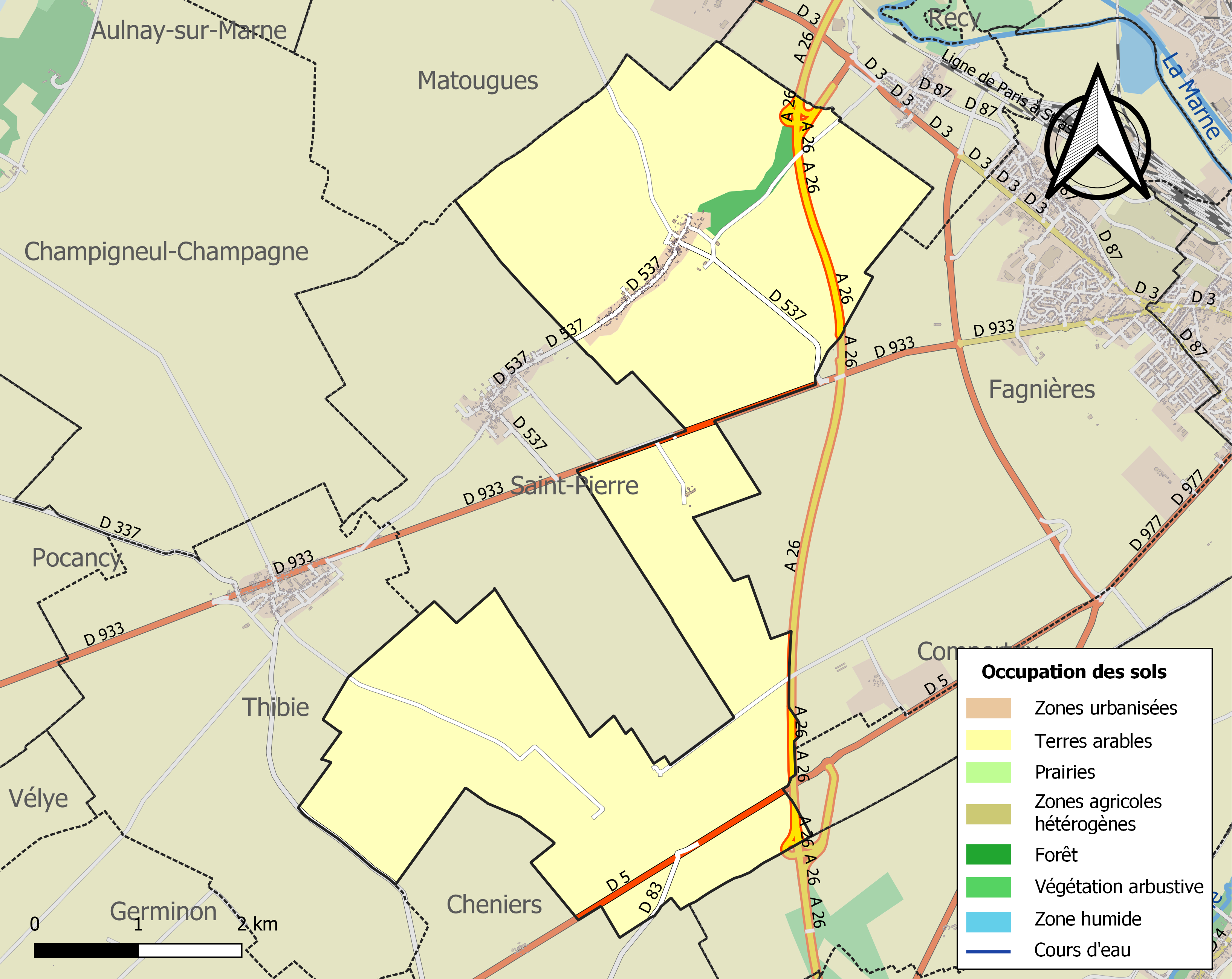
Carte des infrastructures et de l'occupation des sols de la commune en 2018 (CLC).

## Toponymie
Villers-aux-Corneilles ancien nom de la commune est  attesté sous les formes Villare (1101) ; Vilers (vers 1222) ; Villers (1237) ; Villaria ad Cornices (1405) ; Villers-aux-Corneilles (1406) ; Villers-aux-Cornaillez (1469) ; Villiers-aux-Corneilles (1483) ; Villers aux Corneilles (1793) ; Villers-aux-Corneilles (1801) ; Villers-le-Château (1919).

Villers est un appellatif toponymique français et un patronyme qui procède généralement du gallo-roman villare, dérivé lui-même du gallo-roman villa « grand domaine rural », issu du latin villa rustica.
Le Château, qui donne le déterminant du nom de la commune en 1919, est une rare et précieuse construction du XVIe siècle.

## Politique et administration

### Intercommunalité
Conformément au schéma départemental de coopération intercommunale de la Marne du 15 décembre 2011, la commune antérieurement membre de la communauté de communes de Jâlons, est désormais membre de la nouvelle communauté d'agglomération Cités-en-Champagne.
Celle-ci résulte en effet de la fusion, au 1er janvier 2014, de l'ancienne communauté d'agglomération de Châlons-en-Champagne, de la communauté de communes de l'Europort, de la communauté de communes de Jâlons (sauf la commune de Pocancy qui a rejoint la communauté de communes de la Région de Vertus) et de la communauté de communes de la Région de Condé-sur-Marne,.

### Liste des maires
| Période                                  | Période                      | Identité       | Étiquette | Qualité                        |
| ---------------------------------------- | ---------------------------- | -------------- | --------- | ------------------------------ |
| Les données manquantes sont à compléter. |                              |                |           |                                |
| avant 1876                               | après 1877                   | Lagille        |           |                                |
| mars 2008                                | En cours (au 4 juillet 2014) | Gilbert Poiret |           | Réélu pour le mandat 2014-2020 |

## Démographie
L'évolution du nombre d'habitants est connue à travers les recensements de la population effectués dans la commune depuis 1793. Pour les communes de moins de 10 000 habitants, une enquête de recensement portant sur toute la population est réalisée tous les cinq ans, les populations de référence des années intermédiaires étant quant à elles estimées par interpolation ou extrapolation. Pour la commune, le premier recensement exhaustif entrant dans le cadre du nouveau dispositif a été réalisé en 2008.

En 2022, la commune comptait 297 habitants, en évolution de +18,8 % par rapport à 2016 (Marne : −1,19 %, France hors Mayotte : +2,11 %).
| 1793 | 1800 | 1806 | 1821 | 1831 | 1836 | 1841 | 1846 | 1851 |
| ---- | ---- | ---- | ---- | ---- | ---- | ---- | ---- | ---- |
| 196  | 218  | 199  | 180  | 192  | 184  | 172  | 170  | 176  |

| 1856 | 1861 | 1866 | 1872 | 1876 | 1881 | 1886 | 1891 | 1896 |
| ---- | ---- | ---- | ---- | ---- | ---- | ---- | ---- | ---- |
| 186  | 159  | 155  | 153  | 143  | 153  | 139  | 127  | 111  |

| 1901 | 1906 | 1911 | 1921 | 1926 | 1931 | 1936 | 1946 | 1954 |
| ---- | ---- | ---- | ---- | ---- | ---- | ---- | ---- | ---- |
| 127  | 136  | 131  | 141  | 126  | 110  | 110  | 105  | 139  |

| 1962 | 1968 | 1975 | 1982 | 1990 | 1999 | 2006 | 2008 | 2013 |
| ---- | ---- | ---- | ---- | ---- | ---- | ---- | ---- | ---- |
| 134  | 123  | 191  | 253  | 257  | 253  | 259  | 261  | 245  |

| 2018 | 2022 | - | - | - | - | - | - | - |
| ---- | ---- | - | - | - | - | - | - | - |
| 259  | 297  | - | - | - | - | - | - | - |

## Culture locale et patrimoine

### Lieux et monuments

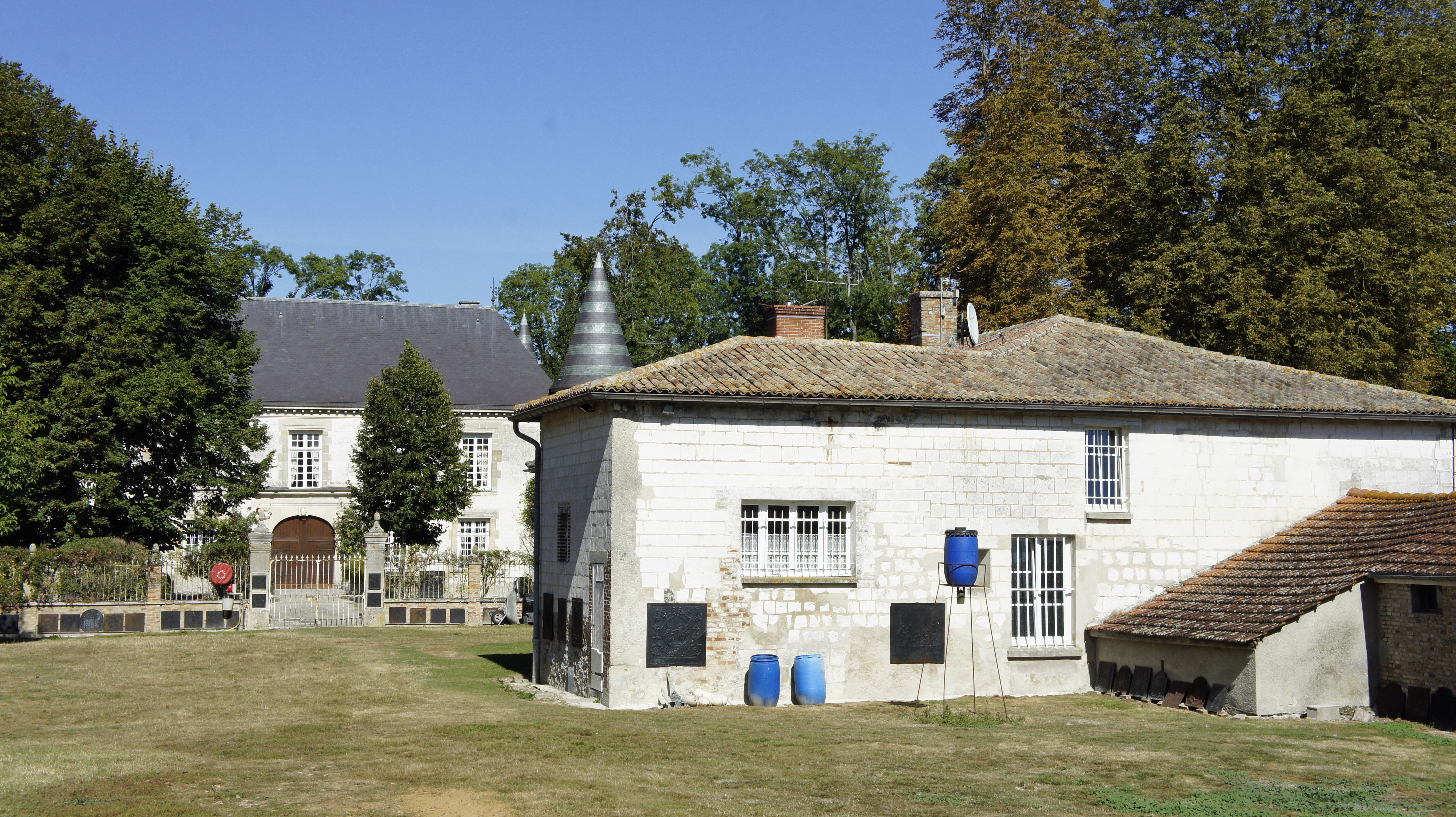
Les bâtiments principaux du château.

- L'église Saint-Maurice.
- Le château de Villers-le-Château.

### Liste des seigneurs de Villers-le-Château
- Si vous ne connaissez pas le sujet, laissez ce bandeau (vous pouvez alors contacter les auteurs).
- Si vous supprimez le contenu mis en cause (vous pouvez préalablement contacter les auteurs),

argumentez précisément cette suppression dans la page de discussion
(un manque de référence n'est pas un argument ; une recherche réelle de référence doit avoir été effectuée, être formellement documentée).
Jean de Pinteville (9 décembre 1533 - 2 avril 1605), seigneur de Moncetz et de Villers, notaire et procureur du roi.
Philippe Saguez, écuyer, seigneur de Breuvery et de Villers en partie, né le 17 octobre 1615, élevé dans la religion protestante réformée, officier, capitaine lieutenant du Mestre de Camp du duc de Rohan en 1665, reconnu noble et issu de noble race et lignée par arrêt de la Cour des Aides de Paris en 1677, maintenu dans sa noblesse depuis 1431 par ordonnance de l’intendant de Champagne de 1698.
Maurice Saguez, écuyer, seigneur de Breuvery et de Villers, né le 27 décembre 1654, décédé le 23 octobre 1699, capitaine de cavalerie au régiment de Viltz (1688).
Philippe Maurice Saguez, écuyer, seigneur de Breuvery, Moncetz et Villers, né à Sedan le 7 mars 1684, décédé le 12.12.1744 ; il embrassa la religion catholique ; conseiller du roi, président-trésorier de France au bureau des Finances de la  Généralité de Champagne (1706).
En 1693, la seigneurie est entrée dans la famille Saguez qui la conservera jusqu’à la mort de Philippe Maurice Saguez, seigneur de Villers et de Breuvery, sentence de Chalons 1744[Quoi ?]. Elle passa alors à Jean Baptiste Rosnay, mousquetaire du roi, dont la famille la possédait toujours en 1789.
En 1724, nous voyons les Aubelin qui en prirent le nom, Deu de Vieux Dampierre, de Pinteville et de Parvillez[Quoi ?].
À la place du château fut construit le château actuel, assez vaste édifice carré, flanqué de quatre tourelles qui date du XVIe siècle et qu'entoure un parc à la française.